# یواس‌اس وای‌ام‌اس-۴۷۷
یواس‌اس وای‌ام‌اس-۴۷۷ (به انگلیسی: USS YMS-477) یک کشتی بود که طول آن ۱۳۶ فوت ۰ اینچ (۴۱٫۴۵ متر) بود. این کشتی در سال ۱۹۴۳ ساخته شد.